# قوری‌چای (بانه)

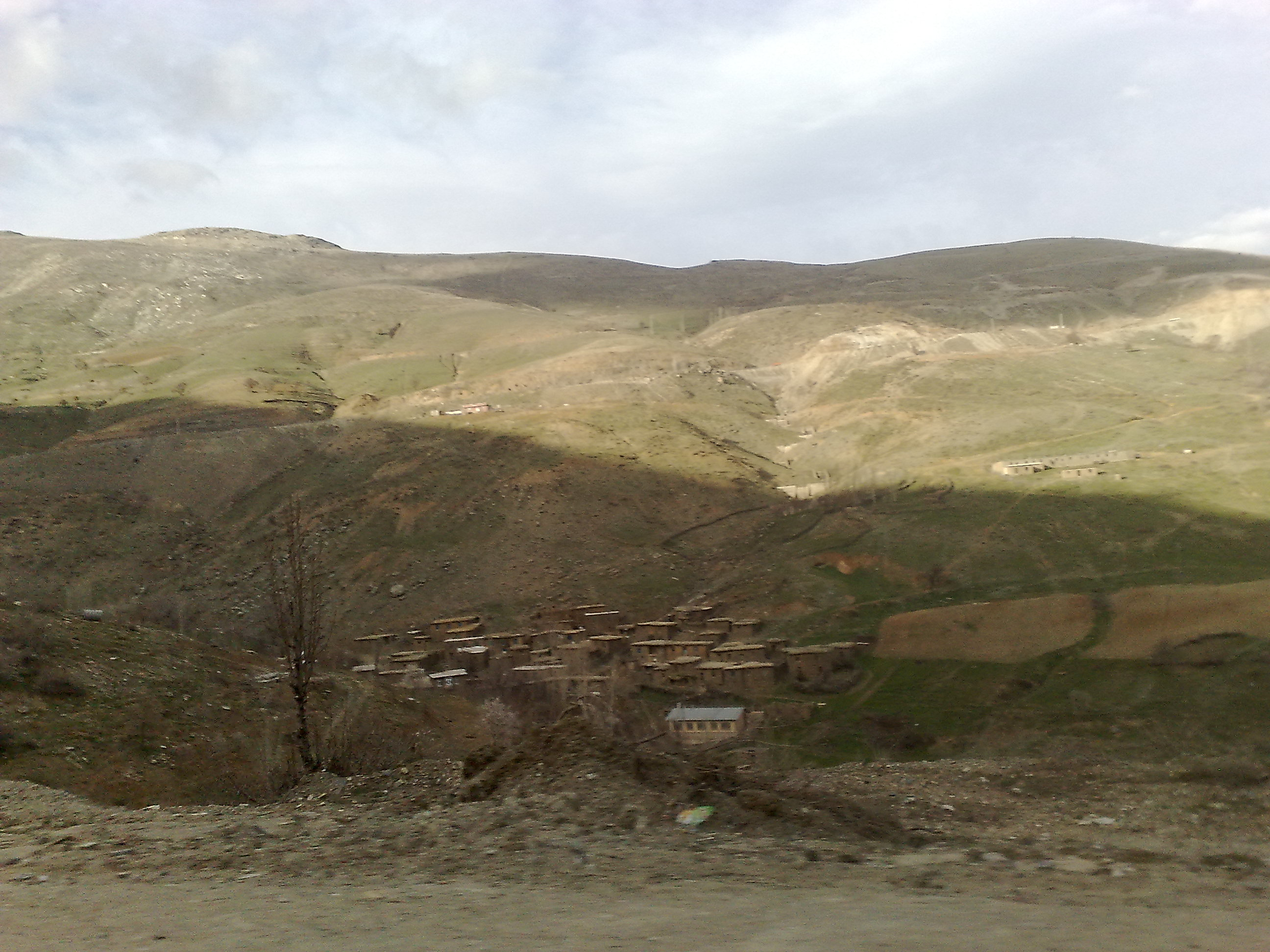
تصویر قوری چای

قوری چای (بانه)، روستایی از توابع بخش مرکزی شهرستان بانه در استان کردستان ایران است.

## جمعیت
این روستا در دهستان شوی قرار دارد و براساس سرشماری مرکز آمار ایران در سال ۱۳۸۵، جمعیت آن ۶۷ نفر (۱۵خانوار) بوده‌است.